# NGC 259
NGC 259 este o galaxie spirală, posibil și barată, situată în constelația Balena. A fost descoperită în 13 decembrie 1786 de către William Herschel. De asemenea, a fost observată încă o dată în 16 octombrie 1827 de către John Herschel.